# Marc Brustenga
Marc Brustenga Masagué (Santa Eulàlia de Ronçana, 4 settembre 1999) è un ciclista su strada spagnolo, professionista dal 2022, che corre per il team Equipo Kern Pharma.

## Palmarès
- 2017 (Juniores)

Prologo Ain Bugey Valromey Tour (Belley > Belley, cronometro)
- 2021 (Caja Rural-Seguros RGA U23)

Aiztondo Klasika-Memorial Patxi Alkorta
Copa de España de Vigo

## Piazzamenti

### Classiche monumento
- Liegi-Bastogne-Liegi

2024: ritirato

### Competizioni mondiali
- Campionati del mondo su strada

Fiandre 2021 - In linea Under-23: ritirato

### Competizioni continentali
- Campionati europei su strada

Herning 2017 - In linea Junior: ritirato
Trento 2021 - In linea Under-23: ritirato